# Apanteles schoenobii
Apanteles schoenobii är en stekelart som beskrevs av Wilkinson 1932. Apanteles schoenobii ingår i släktet Apanteles och familjen bracksteklar. Inga underarter finns listade i Catalogue of Life.